# Витман, Андрей Андреевич
Андрей Андреевич Витман (1948—1998) — фигурист из СССР, бронзовый призёр чемпионатов СССР 1976 и 1977 годов в спортивных танцах на льду. Мастер спорта СССР международного класса.

## Биография
Андрей Витман начинал выступать в мужском одиночном катании, входил в десятку лучших одиночников страны. Затем стал заниматься танцами на льду. Выступал за СССР. Его партнершей была Марина Зуева. Тренировалась пара у Елены Чайковской. Они дважды завоёвывали бронзу на чемпионатах страны и входили в сборную страны. В 1977 году пара была пятой на чемпионате Европы и мира, шестыми на чемпионате Европы 1978 года и седьмыми на чемпионате мира того же года.
Снялся в фильме «Фантазия на тему любви» в 1980 году.

## Спортивные достижения
| Соревнования/Сезоны              | 1975—1976 | 1976—1977 | 1977—1978 |
| -------------------------------- | --------- | --------- | --------- |
| Чемпионаты мира                  |           | 5         | 7         |
| Чемпионаты Европы                |           | 5         | 6         |
| Чемпионаты СССР                  | 3         | 3         |           |
| Приз газеты «Московские новости» | 3         |           | 3         |